# Ruslán Sávchenko
Ruslán Sávchenko –en ucraniano, Руслан Савченко– (5 de junio de 1971) es un deportista ucraniano que compitió en halterofilia.
Ganó dos medallas en el Campeonato Mundial de Halterofilia, plata en 1993 y bronce en 1994, y dos medallas en el Campeonato Europeo de Halterofilia, oro en 1994 y bronce en 1997.

## Palmarés internacional
| Campeonato Mundial | Campeonato Mundial        | Campeonato Mundial | Campeonato Mundial |
| Año                | Lugar                     | Medalla            | Categoría          |
| ------------------ | ------------------------- | ------------------ | ------------------ |
| 1993               | Melbourne (Australia)     | Medalla de plata   | 76 kg              |
| 1994               | Estambul (Turquía)        | Medalla de bronce  | 76 kg              |
| Campeonato Europeo |                           |                    |                    |
| Año                | Lugar                     | Medalla            | Categoría          |
| 1994               | Sokolov (República Checa) | Medalla de oro     | 76 kg              |
| 1997               | Rijeka (Croacia)          | Medalla de bronce  | 76 kg              |